# Rhymesayers Entertainment
Rhymesayers Entertainment är ett oberoende hiphop-skivbolag i Minneapolis, Minnesota. Skivbolaget är känt för att kontraktera underground-, indie-, alternativa samt experimentella rappare. Rhymesayers Entertainment är det största skivbolaget i Minnesota. Även om Rhymesayers Entertainment stall främst består av artister från Minnesota så innehåller det också nationellt kända artister som MF Doom, Jake One, P.O.S och Evidence.
Rhymesayers Entertainment har även ett samarbete med gruppen Doomtree. P.O.S som är medlem i Doomtree är knuten till Rhymesayers som fristående artist.

## Historia
År 1999 öppnade skivbolaget en egen skivaffär som heter Fifth Element och ligger i Uptown i Minneapolis. Den är en av få butiker som säljer både oberoende och kommersiell rap- och hiphop-musik. Fifth Element säljer även lokal musik, kläder och böcker.
Sedan år 2008 har Rhymesayers arrangerat festivalen Soundset som har cirka 20 000 besökare varje år.

## Artister
Artister signerade till skivbolaget:

- Abstract Rude
- Aesop Rock
- Atmosphere
- BK-One
- Blueprint
- Brother Ali
- Budo
- Dilated Peoples
- DJ Abilities
- DJ Nikoless Skratch
- Evidence
- Felt
- Freeway
- Grayskul
- Grieves
- Hail Mary Mallon
- I Self Devine
- Jake One
- Los Nativos
- MF Doom
- Micranots
- Mr. Dibbs
- Musab
- P.O.S
- Psalm One
- Semi.Official
- Soul Position
- Step Brothers
- The Uncluded
- Toki Wright

Artister som tidigare var signerade till Rhymesayers: 
- Boom Bap Project
- Dynospectrum
- Eyedea (bortgången)
- Eyedea & Abilities
- Face Candy
- Mac Lethal

## Fotnoter
1. ↑  http://www.rhymesayers.com/artists